# Municipio de Berlin (condado de Holmes)
El municipio de Berlin (en inglés: Berlin Township) es un municipio ubicado en el condado de Holmes en el estado estadounidense de Ohio. En el año 2010 tenía una población de 4252 habitantes y una densidad poblacional de 62,89 personas por km².

## Geografía
El municipio de Berlin se encuentra ubicado en las coordenadas 40°33′27″N 81°48′41″O / 40.55750, -81.81139. Según la Oficina del Censo de los Estados Unidos, el municipio tiene una superficie total de 67.61 km², de la cual 67.41 km² corresponden a tierra firme y (0.29%) 0.2 km² es agua.

## Demografía
Según el censo de 2010, había 4252 personas residiendo en el municipio de Berlin. La densidad de población era de 62,89 hab./km². De los 4252 habitantes, el municipio de Berlin estaba compuesto por el 98.66% blancos, el 0.26% eran afroamericanos, el 0.09% eran amerindios, el 0.14% eran asiáticos, el 0.21% eran isleños del Pacífico, el 0.21% eran de otras razas y el 0.42% pertenecían a dos o más razas. Del total de la población el 0.56% eran hispanos o latinos de cualquier raza.